# مؤسسة الشبكة العالمية حركة حياة السود مهمة
مؤسسة الشبكة العالمية «حركة حياة السود مهمة»(BLMGN أو BLMGNF) هي منظمة أمريكية مكرسة لتنظيم واستمرار أنشطة الناشطين في حركة حياة السود مهمة. لا يوجد لدى المنظمة حاليًا أي قائد وتعمل معظم فصولها بشكل مستقل، على الرغم من أن الجهود التي بدأت في أواخر عام 2020 من قبل مديرها التنفيذي آنذاك باتريس كولورز بدأت في تركيز عملياتها. غالبًا ما تُخطئ المنظمة في كونها منظمات أخرى ضمن حركة حركة حياة السود مهمة لأنها غالبًا ما تستخدم عبارة «حركة حياة السود مهمة» كاسمها كما أنها تمتلك اسم المجال "blacklivesmatter.com" كموقعها الإلكتروني الرسمي. في حين أن مؤسسة الشبكة العالمية حركة حياة السود مهمة غالبًا ما تطلق على نفسها ببساطة "حركة حياة السود مهمة"، فهي ليست المنظمة الوحيدة ضمن الحركة الاجتماعية الأوسع لحركة حياة السود مهمة. ومع ذلك، فهي الأكبر والأكثر تمويلًا، كما تدعي أنها تتحدث نيابة عن الحركة.
تأسست المنظمة في عام 2013 من قبل ثلاث ناشطات وتعمل حاليًا كشبكة من النشطاء داخل حركة حياة السود مهمة. المنظمة دولية وهي تدعو إلى القضاء على العنصرية المنهجية ومنع عنف الشرطة. من بين معتقداتها الأساسية أن النظام القانوني الأمريكي بأكمله، ووسائل الإعلام الرئيسية، والمجتمع هو بطبيعته متعصب للبيض. وأن "ضبط الأمن بشكل عام هو مؤسسة غير قابلة للإصلاح" ويجب إيقاف تمويله.
وقد تعرضت المنظمة لانتقادات بسبب تصريحاتها حول الماركسية وكذلك لتعاملها مع شؤونها المالية.

## الجوائز
في عام2021، فازت المؤسسة بجائزة أولوف بالم "لتعزيزها" العصيان المدني السلمي ضدوحشية الشرطة والعنف العنصري "في جميع أنحاء العالم" وتم ترشيحها لجائزة نوبل للسلام.